# Аракаєво
Арака́єво (рос. Аракаево) — село у складі Нижньосергинського району Свердловської області. Входить до складу Михайловського міського поселення.
Населення — 413 осіб (2010, 379 у 2002).
Національний склад станом на 2002 рік: татари — 93 %.